# Warren Spector

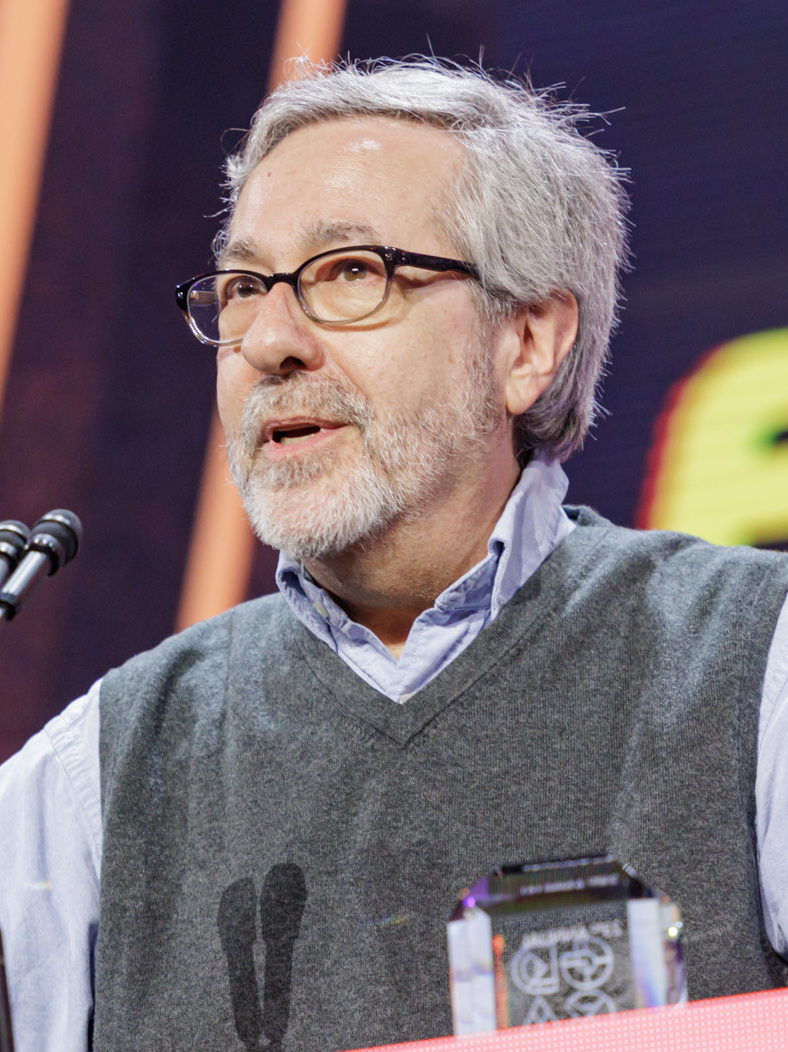
Warren Spector, 2023

Warren Spector (* 1955) ist ein US-amerikanischer Spieleentwickler.

## Leben und Wirken
Ursprünglich aus dem Brettspiel- und Pen&Paper-Rollenspiel-Métier stammend (seit 1987 bei TSR, z. B. AD&D, das heutige D&D), wechselte er im Jahre 1989 zum noch jungen Computerspieleproduzenten Origin, wo er als Associate Producer an den Spielen Ultima VI und Wing Commander arbeitete; beides Spiele, welche als Meilensteine der Spielgeschichte gelten und große kommerzielle Erfolge waren. Charakteristisch für diese Spiele ist die – u. a. durch so genannte Cut-Scenes erzeugte – massive Einbindung des Spielers in eine fiktionale Welt, in der er viele Freiheiten genießt, und auch vom Spielsystem eine emotionale Rückmeldung auf sein Verhalten erhält.
Warren Spector war lange Zeit bei der Firma Looking Glass Studios beschäftigt, mit der er für Origin Kassenschlager wie Ultima Underworld, Wings of Glory und System Shock sorgte.
Diese Phase endete jedoch mit seinem Wechsel zu Ion Storm im Jahre 1997, wo er eine Stellung in der Führungsetage einnahm. Eines seiner ersten Spiele in dieser Position war Deus Ex aus dem Jahre 2000, welches von der Presse und den Spielern hochgelobt wurde, dem aber ein entsprechender kommerzieller Erfolg verwehrt blieb. Das Spiel ist in einer düsteren Zukunftsvision angesiedelt und der Spieler übernimmt die Rolle eines Spezialagenten einer Regierungseinheit zur Terrorismusbekämpfung, welcher aber im Verlauf des Spiels herausfindet, dass auch die Motivation seiner Auftraggeber mehr als fraglich ist. In vielen von realen Schauplätzen inspirierten Orten wird der Spieler herausgefordert, das klassische Konzept des Vertrauens zu überdenken und sich schlussendlich für die seiner Moral am nächsten stehenden „Seite“ zu entscheiden.
Der Nachfolger Deus Ex: Invisible War erschien im Jahr 2004 und wurde von vielen wegen der für Spector'sche Spiele unüblichen kurzen Spieldauer, des stark vereinfachten Spiel-Interfaces und auch wegen technischer Mängel kritisiert. Der einige Zeit später nachfolgende dritte Teil der von Ion Storm übernommenen Thief-Reihe, Thief: Deadly Shadows, schien viele Fans dieser Serie eher zu überzeugen (wobei das weniger auf die deutschen Spieler zutreffen mag, da es keine deutsche Lokalisierung gab, sondern lediglich deutsche Untertitel). Thief ist ein 3D-Spiel, in dem der Spieler die Rolle eines mittelalterlichen Diebes übernimmt. Das Spiel stand dabei im starken Kontrast zu den in der damaligen Zeit (1998) aufkommenden Ego-Shootern, da man als Dieb möglichst im Schatten zu agieren versucht, um nicht plötzlich den überlegenen Gegnern in die Hände zu laufen.
Im November 2004 verließ Spector Ion Storm. Er folgte damit als letzter sehr bekannter Entwickler seinen ebenfalls kurz davor gegangenen Kollegen Harvey Smith, Randy Smith und Mike McShaffry. Im März 2005 gründete er zusammen mit ehemaligen Entwicklern von Looking Glass und Ion Storm die Firma Junction Point Studios, welche 2007 von Disney Interactive übernommen wurde. Dort produzierte Spector mit seinem Team in Zusammenarbeit mit Disney Feature Animation und Pixar das Spiel Micky Epic. Nach dem mäßigen Erfolg des Nachfolgers Micky Epic: Die Macht der 2 (2012) wurde das Studio Junction Point im Januar 2013 von Disney geschlossen und Spector entlassen.

## Wiederkehrendes Motiv
Eines der Hauptmotive seines Schaffens ist, dem Spieler alle (naheliegenden) Freiheiten einzuräumen, indem es für jedes im Spiel auftretende Problem mindestens zwei grundverschiedene Lösungsansätze geben muss. In Interviews betont er auch immer wieder, wie es ihn freut, wenn ein Spieltester oder Programmierer eine (möglichst elegante und gewaltfreie) Lösung für ein Hindernis entdeckt, die nicht explizit designt war. Um diese Freiheitsillusion zu erzeugen, lässt er in seinen Spielen sehr hohe Interaktionsgrade mit der Spielumgebung implementieren, zum Beispiel durch realistische physikalische Modellierung und Simulation der Umgebung. So kann man in seinen Spielen sicher sein, dass es immer einen anderen Weg durch eine verschlossene Tür, für die scheinbar kein Schlüssel vorhanden ist, gibt. Zum Beispiel könnte man versuchen, einen Lüftungsschacht oder Entwässerungskanal in das Gebäude zu finden, oder man redet mit einer computergesteuerten Spielfigur (NPC – Non-player character), um sein Ziel zu erreichen. Dieser Aspekt zieht sich wie ein roter Faden durch Spectors komplettes Werk. So wird in dem von ihm produzierten Ultima Underworld dem Spieler erstmals ermöglicht, scheinbar ungebunden von Storypfaden eine flüssig scrollende dreidimensionale Spielwelt zu erleben und zu entdecken.

## Ludografie
- Wing Commander (1990), Origin Systems
- Wing Commander: The Secret Missions (1990), Origin Systems
- Ultima VI: The False Prophet (1990), Origin Systems
- Bad Blood (1990), Origin Systems
- Wing Commander: The Secret Missions 2 – Crusade (1991), Origin Systems
- Wing Commander II: Vengeance of the Kilrathi (1991), Origin Systems
- Ultima: Worlds of Adventure 2: Martian Dreams (1991), Origin Systems
- Ultima Underworld: The Stygian Abyss (1992), Origin Systems
- Ultima Underworld 2: Labyrinth of Worlds (1993), Origin Systems
- Wing Commander: Privateer – Righteous Fire (1993), Origin Systems
- Ultima VII, Part Two: Serpent Isle (1993), Origin Systems
- Ultima VII, Part Two: The Silver Seed (1993), Electronic Arts
- Wings of Glory (1993), Electronic Arts
- System Shock (1994), Looking Glass Technologies
- CyberMage: Darklight Awakening (1995), Origin Systems
- Crusader: No Remorse (1995), Origin Systems
- Thief: The Dark Project (1999), Looking Glass Studios
- Deus Ex (2000), Ion Storm Austin
- Deus Ex: Invisible War (2003), Ion Storm Austin
- Thief: Deadly Shadows (2004), Ion Storm Austin
- Micky Epic (2010), Junction Point
- Disney Micky Epic: Die Macht der 2 (2012), Junction Point
- System Shock 3 (Entwicklungsleitung)

Warren Spector wird üblicherweise als Produzent aufgeführt, außer bei Deus Ex, wo er als Project Director bezeichnet wird.